# Theodor Hirsch
Pour les articles homonymes, voir Hirsch.
Theodor Hirsch (né le 17 décembre 1806 à Alt Schottland (de) près de Dantzig et mort le 17 février 1881 à Greifswald) est un historien prussien.

## Biographie
Theodor Hirsch, cousin de l'historien Siegfried Hirsch (de), étudie la théologie, l'histoire et la géographie à l'université de Berlin, est ensuite professeur au lycée Frédéric-Guillaume de Berlin et est nommé au lycée de Dantzig (de) en 1833, où il enseigne le sujet pendant 32 ans l'histoire.
En plus de son poste d'enseignant, il se consacre particulièrement à l'histoire de sa ville natale, dont les autorités lui confient la réorganisation et l'administration des archives municipales en 1850.
Outre de nombreux travaux sur des instituts individuels à Dantzig (église Sainte-Marie, lycée, cour d'Artus), sur les monastères voisins d'Oliva et de Zuckau, sur le commerce de Dantzig avec les États italiens du XVIe siècle, etc. Il écrit notamment l'ouvrage L'Histoire du commerce et de l'industrie de Danzig sous le règne des chevaliers teutoniques (Leipzig 1858), qui est couronné par la société Jablonowski (de), et en 1860 il s'associe à Ernst Strehlke (de) et Max Toeppen pour publier le Scriptores rerum Prussicarum (de) (Leipzig : Hirzel, 1861-1874, vol. 1-5). En 1880, il publie un volume des actes et documents relatifs à l'histoire du Grand Electeur.
En 1865, il est nommé professeur ordinaire d'histoire à l'université de Greifswald, où il est également directeur de la bibliothèque royale universitaire et traite aussi bien de l'histoire ancienne que de l'histoire prussienne. Il y est mort d'un accident vasculaire cérébral.
Son fils Ferdinand Hirsch (de) devient historien et professeur de lycée.

## Travaux (sélection)
- Geschichte des academischen Gymnasiums in Danzig. Danzig (1837) (Volltext).
- Der Prediger Pancratius. Ein Beitrag zur Reformationsgeschichte Danzigs. Danzig 1842 (Volltext).
- Die Ober-Pfarrkirche von St. Marien in Danzig in ihren Denkmälern. Band 1, Danzig 1843 (Digitalisat, Volltext).
- Das  Kloster Oliva. Ein Beitrag zur Geschichte der Westpreußischen Kunstbauten. Danzig 1850 (Volltext).
- Danzigs Handels- und Gewerbsgeschichte unter der Herrschaft des Deutschen Ordens. Leipzig 1858 (344 pages, preisgekrönte Abhandlung, nachgedruckt 1969).
- Über den Ursprung der Preußischen Artushöfe. In: Zeitschrift für Preußische Geschichte und Landeskunde. Band 1, Heft 1, Berlin 1864, p. 3–32 (Volltext).
- Geschichte des Karthauser Kreises bis zum Aufhören der Ordensherrschaft. In: Zeitschrift des Westpreußischen Geschichts-Vereins. Heft 6, 1882, p. 1–148 (Volltext).

En tant que co-auteur

- avec Friedrich August Voßberg (de): Caspar Weinreich’s Danziger Chronik. Ein Beitrag zur Geschichte Danzigs, der Lande Preussen und Polen, des Hansabundes und der nordischen Reiche. Berlin 1855 (Digitalisat).